# Quintanilla del Monte (Zamora)
Quintanilla del Monte es un municipio de España, en la provincia de Zamora, comunidad autónoma de Castilla y León. Tiene una superficie de 21,71 km² con una población de 108 habitantes y una densidad de 4,97 hab/km².
El municipio es atravesado por el río Navajos, también conocido como arroyo Bustillo o Ahogaborricos, afluente del Valderaduey.

## Toponimia
Quintanilla es un topónimo muy común en ciertas partes del norte de España que a su vez ha dado origen a un apellido, extendido por España e Hispanoamérica. Una quinta designaba inicialmente "la quinta parte de la producción que el arrendador (llamado quintero) entregaba al dueño de una finca"; más tarde se aplicó la denominación de quinta a esa misma finca rústica o granja y en la actualidad ha acabado significando "finca de recreo". Derivado de "quinta" es la palabra quintana, inicialmente con los mismos significados que aquella; pero es de suponer que, al ir creciendo tales "quintanas", pasarían a ser sinónimas de aldea. Quintanilla no es más que un derivado de quintana, por lo que tiene el mismo significado etimológico que aldehuela. El determinativo "del Monte" es por estar a la orilla del Monte Raso, de las Urnias, del monte de las encinas, y así se distingue de los demás pueblos, que se denominan Quintanilla.

## Historia
Este lugar tiene su origen en el s. X, siendo repoblado por Alfonso III, que dejó integrada la localidad a su muerte en el Reino de León que legó en herencia a su hijo García I de León. De aquella época procede Quintanilla, “granja pequeña”, debiendo su sobrenombre a encontrarse en los bordes del Monte del Raso. En el siglo XIII Quintanilla pertenecía a Bermudo Patriz. Asimismo, también tuvo propiedades en la localidad la Encomienda de Mayorga, de la Orden de San Juan. En cuanto al despoblado de Santo Tomé, tras su despoblación su iglesia se transformó en ermita, engrosando una lista de hasta cuatro ermitas que tuvo el término, sumándose a las de San Cristóbal, San Marcos y la de Nuestra Señora de Arnaldos.
En el siglo XIV Quintanilla pasó a manos de los Fernández de Velasco, duques de Frías, pasando por este hecho a depender de Burgos en el voto en Cortes desde el siglo XV, al integrar la denominada Provincia de las Tierras del Condestable, si bien en otros ámbitos siguió dependiendo del Notario Mayor del Reino de León.
Tras la pérdida de la condestabilía de los Velasco en 1711, Quintanilla junto al resto de la Tierra de Villalpando dejó de pertenecer al territorio conocido como Provincia de las Tierras del Condestable, pasando a hacerlo de León, en cuya provincia aparece integrado en 1786 en el mapa de Tomás López titulado ‘Mapa geográfico de una parte de la provincia de León’.
Finalmente, con la creación de las actuales provincias en 1833, Quintanilla del Monte quedó adscrito inicialmente en el partido judicial de Medina de Rioseco, en la provincia de Valladolid, si bien tras las reclamaciones de los concejos del área villalpandina, quedó plenamente integrado a partir de 1858 de la provincia de Zamora, dentro ésta de la Región Leonesa.

### Despoblado de La Maya
A 2 km de Quintanilla del Monte, junto al Teso Grande de la Maya, se sitúa el paraje donde se dice se asentó la legendaria ciudad de la Maya. Es un viejo desolado enaltecido por la imaginación popular, pues no existen testimonios ni documentales ni arqueológicos que señalen un asentamiento humano populoso. La leyenda popular cuenta que fue fundado en tiempo de los celtas y engrandecido por los romanos, los cuales lo habrían denominado Maya Appia, Maya la Rica. Acusan a los bárbaros como sus destructores, pues se cebaron con su opulencia, arrasando toda la urbe para no resurgir ya nunca más. En elparaje habrían aparecido ciertos huesos al arar, pertenecientes a la que fuera alguna de sus necrópolis.

### Relato popular de la Guerra de Independencia
Según la leyenda local, iban en cierta ocasión con dirección a Rioseco por la ruta un regimiento de franceses, y dos de ellos separándose de sus compañeros llegaron a este pueblo. Cuenta la tradición que violentaron a una joven y habiéndolo sabido luego un hermano, llamó a otros del pueblo y todos ellos echaron a correr en persecución de los desalmados. Alcanzaron a uno de ellos y le mataron, pero el otro escapó. Este dio cuenta de que los de Quintanilla habían asesinado a un compañero suyo y entonces el comandante de las fuerzas francesas acuarteladas en Villalpando mandó un destacamento a Quintanilla para castigar duramente a sus vecinos. Los soldados ejecutaron las órdenes al pie de la letra; quemaron el archivo parroquial y robaron cuanto pudieron; los vecinos de Quintanilla se escondieron atemorizados, unos en la escalera de la torre de la iglesia, otros en los confesionarios, muchos en las bodegas y algunos se metieron en la laguna de la Cárcava a donde llegaron con sus caballos los franceses hirieron con los sables a no pocos de los sumergidos en el agua y mataron a cuatro. Esto sucedió el 5 de enero de 1809 y desde esta fecha todos los de Quintanilla abandonaron el pueblo y se fueron a vivir a Villamayor hasta últimos del mes de mayo.

## Geografía humana

### Demografía
Cuenta con una población de 95 habitantes (INE 2024).

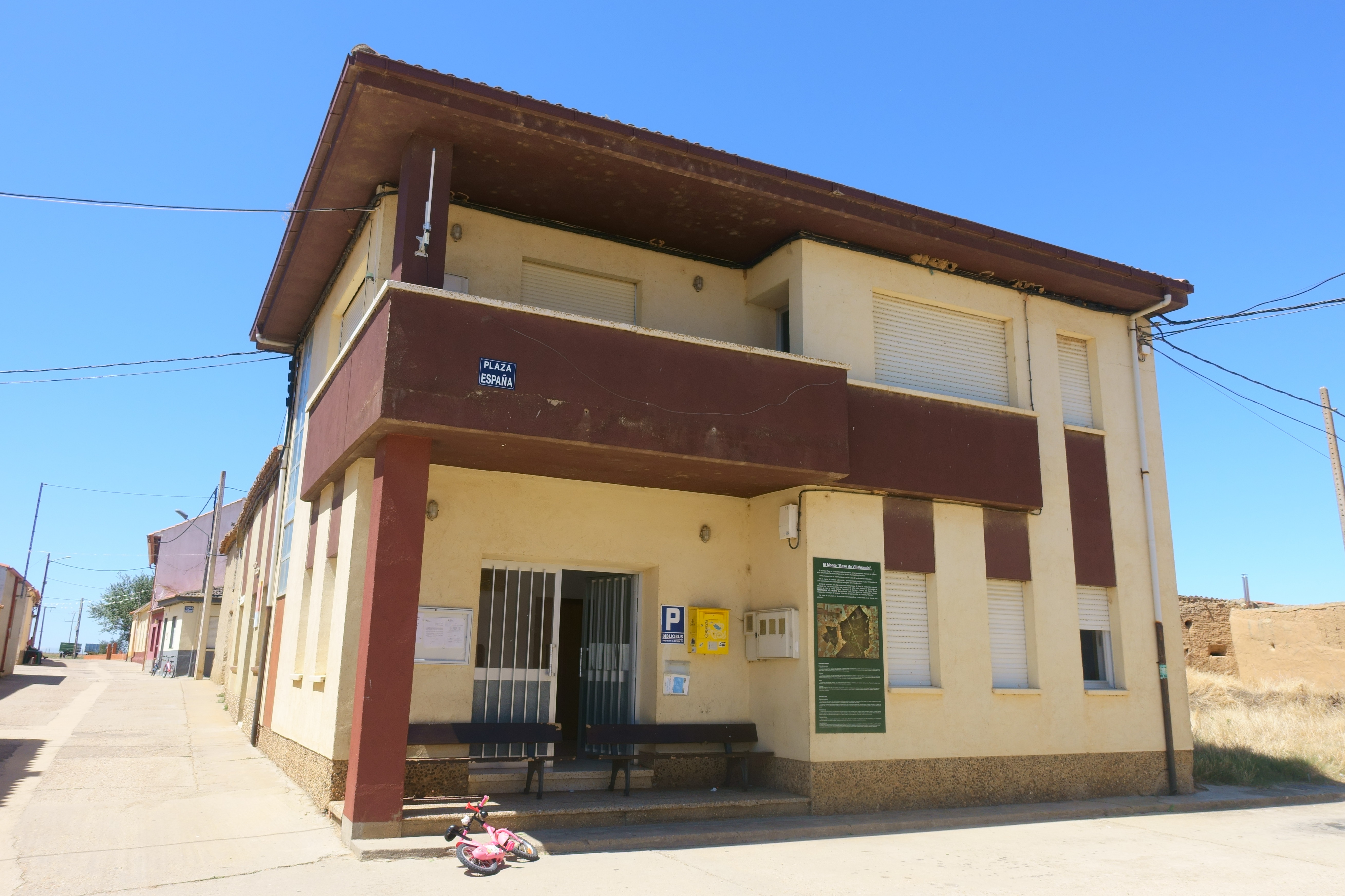
Casa consistorial.

| Gráfica de evolución demográfica de Quintanilla del Monte entre 1842 y 2021                                           |
| |
| Población de derecho según los censos de población del INE. Población de hecho según los censos de población del INE. |

## Patrimonio

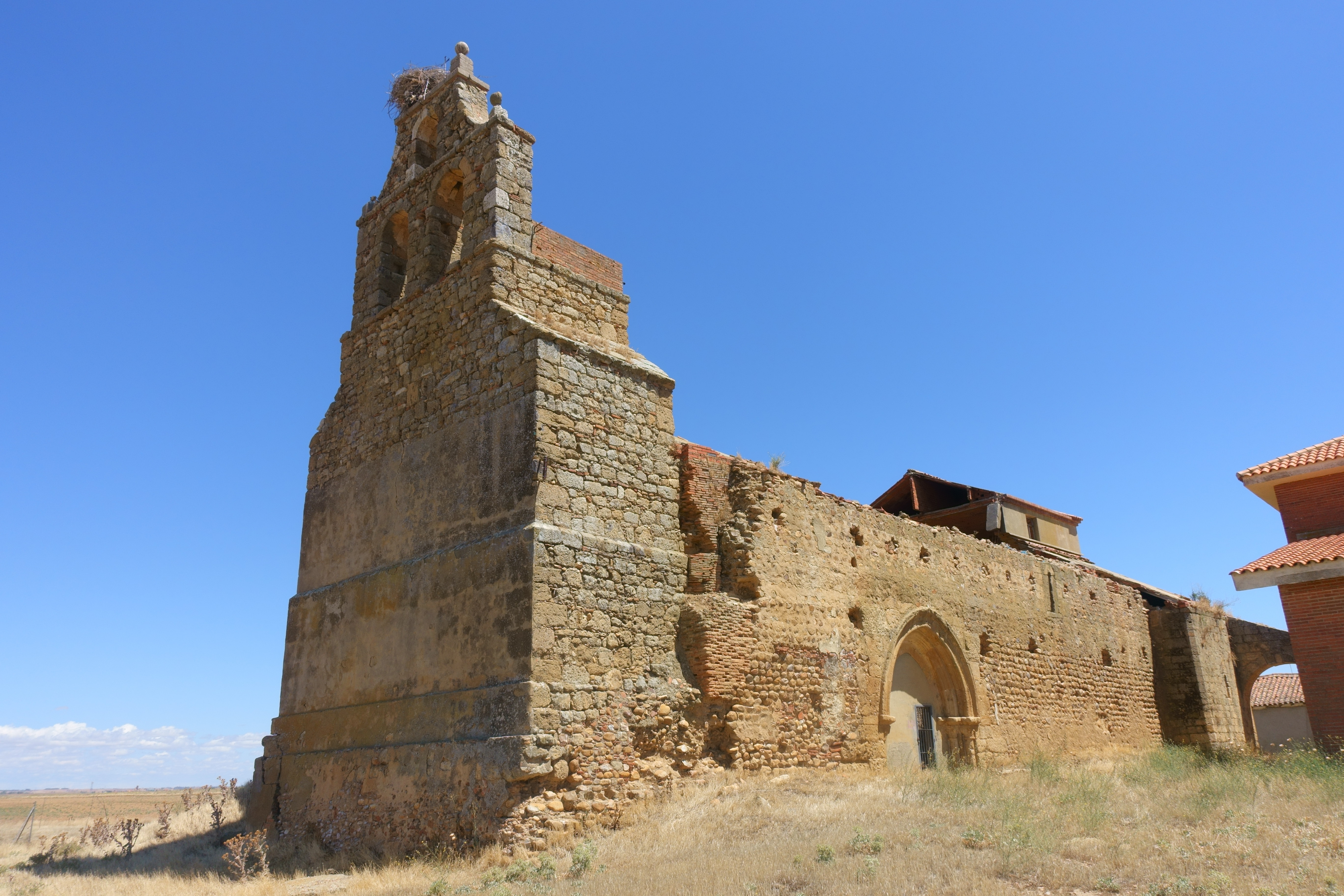
Antigua iglesia de Santa María.

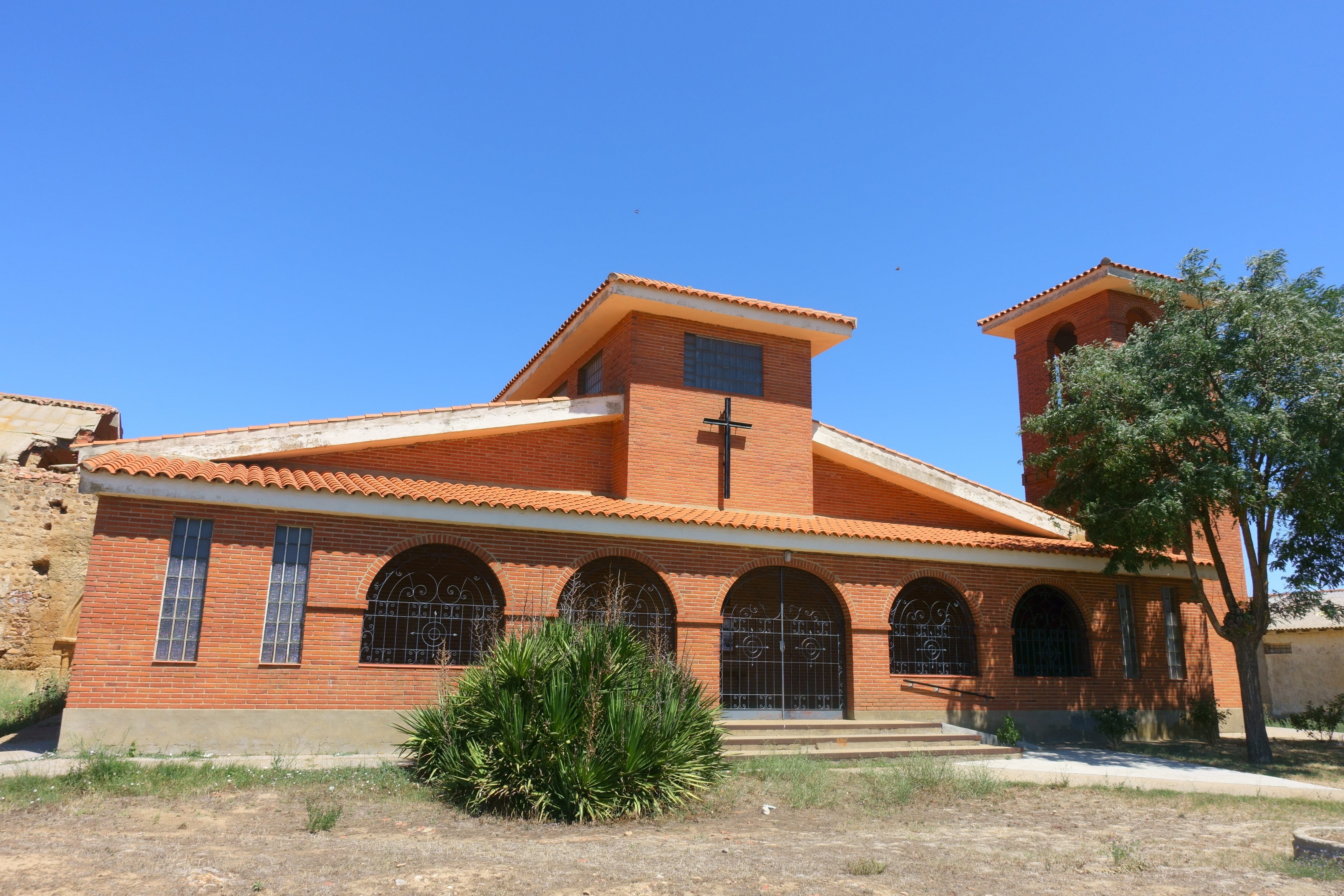
Iglesia de la Asunción de Nuestra Señora.

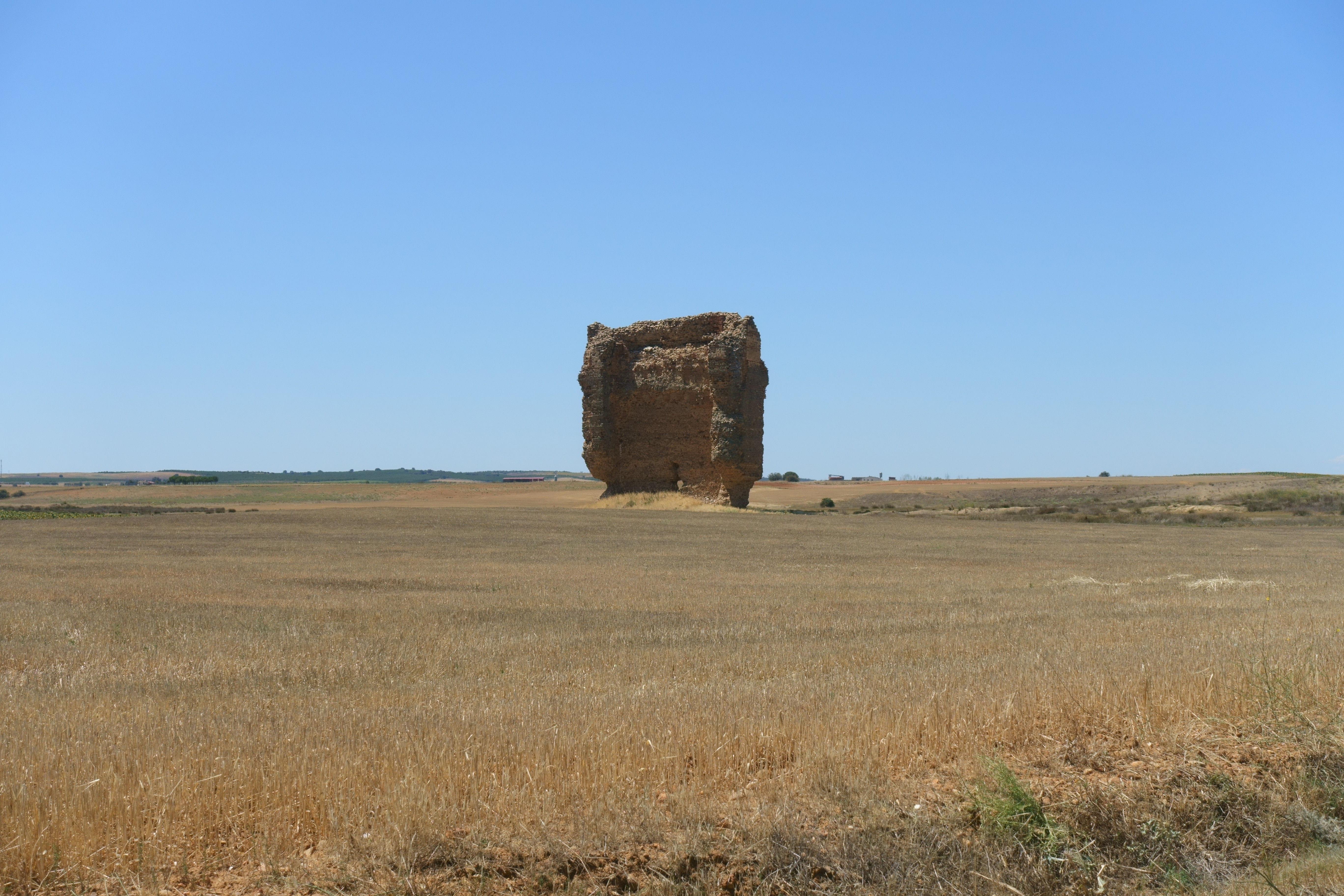
Paredón de Amaldos.

- Iglesia parroquial de Santa María. Construida en el siglo XIII, y actualmente abandonada, cuenta con una elemental portada de transición del románico al gótico (tardorrománico) de sencillas decoraciones florales, y en su interior, hoy vacío, albergaba un precioso retablo mayor del primer tercio del siglo XV, con pinturas renacentistas y otras numerosas piezas artísticas.

- Arquitectura tradicional. Posee el barro como elemento protagonista, que da a sus construcciones una especial expresividad, fundiéndose cromáticamente con el paisaje.

- El paredón de Amaldos. Se trataría de los restos de la antigua iglesia del Salvador, que se ubicaba en Amaldos, localidad despoblada en el siglo XVII.[11]

## Mancomunidad del Raso de Villalpando
Quintanilla forma parte de la Mancomunidad Intermunicipal del Raso de Villalpando junto con otros doce municipios de la Tierra de Campos de la provincia de Zamora. Este consorcio de municipios, a pesar de que se autodenomina mancomunidad, no tiene tal naturaleza, consistiendo su finalidad en la explotación del monte público denominado el Raso de Villalpando, este último declarado en el año 2000 de utilidad pública.
El monte del Raso de Villalpando se encuentra situado en el término municipal de Villalpando y tiene una superficie total de 1654 hectáreas de las cuales 90 pertenecen a enclavados. Tiene carácter patrimonial y aprovechamiento comunal, estando consorciado con el número de Elenco 3028. Las bases del Consorcio, entre el Patrimonio Forestal del Estado y la Mancomunidad de Raso de Villalpando fueron aprobadas con fecha 13 de febrero de 1948, aunque sus orígenes se remontan a finales del siglo X o principios del siglo XI por donación de los Reyes leoneses, posiblemente Alfonso V, a Villalpando, por aquella época cabeza del Alfoz, y a las aldeas del mismo.
Desde un punto de vista botánico, se trata de un monte poblado por especies como el pinus pinea y pinus pinaster, aunque también existen rodales de pinus nigra. Se halla presente el quercus rotundifolia y de manera muy aislada crataegus monogyna, cistus ladaniferus y populifolius así como chamaespartium tridentatum.

## Fiestas
Festejan a San Antón (17 de enero), con misa, bendición de animales y, desde el año 2020, se ha recuperado la tradición de "echar los refranes" que relatan distintos episodios ocurridos en el pueblo durante el año de una manera graciosa . Se celebra San José, con misa y refresco (la noche anterior a San José), organizado por un grupo de mujeres (Josefinas) pertenecientes a la cofradía en honor a este santo. Celebran el Domingo Tortillero (domingo anterior a Domingo de Ramos), jornada campestre de fiesta, subiendo con la comida al cerro de San Marcos. Honran a San Marcos (25 de abril), patrón del pueblo y fiesta mayor y a San Isidro, santo protector de aguas y tormentas (15 de mayo), con misas, procesiones y bendiciones de campos. También celebran una semana cultural en verano en la que organizan entretenimiento a todas las clases de edades.